# مسح طريق طيبة الصحراوي
مسح طريق طيبة الصحراوي هو مشروع بحثي أثري يتم تنفيذه بالاشتراك مع المجلس الأعلى للآثار التابع لوزارة الثقافة المصرية والذي يتم إجراؤه في الصحراء الغربية في مصر ويركز على الروابط القديمة بين مدينة طيبة ومستوطنات مثل واحة الخارجة. يستخدم المشروع الاستشعار عن بعد لتحديد الطرق ومسارات القوافل التي كانت تستخدم في العصور القديمة لتحديد المواقع المحتملة للمجتمعات التي لم تكن معروفة من قبل. تأسست عام 1991 من قبل علماء المصريات ديبورا دارنيل وزوجها آنذاك جون كولمان دارنيل، نما مشروع المسح بشكل كبير عندما حصل على دعم جامعة ييل في عام 1998. اكتشف مسح طريق طيبة الصحراوي مواقع من مصر ما قبل الأسرات، بما في ذلك مخابئ كبيرة من الفخار والتحف الأخرى.
بدأ المشروع من قبل ديبورا دارنيل وجون كولمان دارنيل، اللذان بدآ بالبحث على طول مسارات القوافل في الصحراء الغربية غرب الأقصر في أوائل التسعينيات من القرن الماضي في إطار نهج وصفوه بأنه علم آثار الطرق الصحراوية. من بين اكتشافاتهم نقوش تم العثور عليها في وادي الهول، يعود تاريخها إلى 3800 عام، وهي موجودة في الأبجدية السينائية الأولية، وهي أقدم الأمثلة المعروفة للكتابة الأبجدية الصوتية، على عكس الصور التصويرية المستخدمة في الهيروغليفية المصرية.
في عام 2010، أعلن زاهي حواس أن الفريق قد عثر على 218 فدانًا لمركز سكني وعسكري رئيسي في واحة الخارجة في نهاية طريق جرجا الذي يعود تاريخه إلى 3500 عام، وهو أقدم مشروع عمراني معروف في الصحراء المصرية. تم إجراء الاكتشافات الأولية في حوالي عام 2000، حيث قدمت دليلاً على وجود موقع فارسي بالقرب من معبد يعود تاريخه إلى أكثر من 2500 عام، مما أدى إلى استنتاج دارنيلز أن الموقع يجب أن يكون ذا أهمية إلى حد ما. وأظهرت اكتشافات أخرى في الموقع فخارًا يشير إلى وجود تجارة على مساحة واسعة وأنه كانت هناك عمليات خبز مكثفة و«إنتاج خزف على نطاق واسع»، وكلها دلائل على أن الموقع كان مستوطنة رئيسية في العصور القديمة.
في الموقع المسمى أم مواغير، اكتشف دارنيل مخبأًا كبيرًا لقوالب الخبز وأحجار الطحن وأدوات الخبز الأخرى، حيث تم العثور على ما مجموعه 1000 رطل من الأشياء، أكثر من مادة كافية لتكون «خبز ما يكفي من الخبز لإطعام جيش» في موقع يبلغ عدد سكانه الآلاف خلال الفترة من 1650 قبل الميلاد إلى 1550 قبل الميلاد، قبل ألف عام من أي مستوطنة أخرى معروفة في منطقة واحة الخارجة. الموقع «يشرح بشكل كامل صعود وأهمية طيبة»، حيث أن تلك المدينة من الشمال والنوبيون من كرمة جنوبا.